# (37256) 2000 WX191
2000 WX191 (asteroide 37256) é um asteroide da cintura principal. Possui uma excentricidade de 0.07481710 e uma inclinação de 11.87201º.
Este asteroide foi descoberto no dia 19 de novembro de 2000 por LONEOS em Anderson Mesa.